# Parkway (Missouri)
Pour les articles homonymes, voir Parkway.
Parkway est un village du comté de Franklin, dans le Missouri, aux États-Unis,. Situé au centre du comté, il est incorporé en 1943.

## Démographie
Lors du recensement de 2010, le village comptait une population de 439 habitants. Elle est estimée, en 2016, à 439 habitants.

## Source de la traduction
- (en) Cet article est partiellement ou en totalité issu de l’article de Wikipédia en anglais intitulé « Parkway, Missouri » (voir la liste des auteurs).